# اللوتس الأزرق

صورة ظلية للتنين الأسود الصيني على خلفية حمراء لاستخدامها في الصفحة (اللوتس الأزرق (تينتين)

اللوتس الأزرق (او باللغة الانجليزية The Blue Lotus) (باللغة الفرنسية: Le Lotus bleu) هو المجلد الخامس في سلسلة الكتب المصورة مغامرات تان تان. تم كتابة هذا المجلد وتصميمه ونشره لأول مرة بواسطة هيرجيه في عام 1936.